# Leuterīs Kontoleuteros
Leuterīs Kontoleuteros (in greco: Λευτέρης Κοντολεύτερος; 4 dicembre 1978) è un ex calciatore cipriota, di ruolo attaccante.

## Carriera

### Club
Ha giocato nella massima serie cipriota con l'Omonia Nicosia. Il 16 settembre 1999 fu autore di una prestigiosa doppietta contro la Juventus, in Coppa UEFA.

### Nazionale
Ha giocato la sua unica partita con la nazionale cipriota nel 2001.

## Palmarès

### Club

#### Competizioni nazionali
- Campionato cipriota: 2

Omonia: 2000-2001, 2002-2003
- Coppa di Cipro: 1

Omonia: 1999-2000
- Supercoppa di Cipro: 2

Omonia: 2001, 2003